# Mjehovina
Mjehovina (cyr. Мјеховина) – wieś w Bośni i Hercegowinie, w Republice Serbskiej, w gminie Kalinovik. W 2013 roku liczyła 41 mieszkańców.